# ISO 3166-2:BA
ISO 3166-2
ISO 3166-2:BA é a entrada no ISO 3166-2, parte do padrão ISO 3166 publicado pela Organização Internacional para Padronização (ISO), que define códigos para os nomes das principais subdivisões da Bósnia e Herzegovina (cujo código ISO 3166-1 alfa-2 é BA).
Atualmente, dois níveis de subdivisões são atribuídos códigos:
- 2 entidades[note 1] — Cada código é composto de três letras.
- 10 cantões — Cada código começa com BA-, seguido por dois dígitos (01–10).

## Códigos atuais
Códigos e nomes de subdivisões estão listados como o padrão oficial publicado pela Agência de Manutenção ISO 3166 (ISO 3166/MA). Clique no botão no cabeçalho para cada tipo de coluna.

### Entidades
Estes códigos são definidos na norma oficial, sem a norma ISO 3166-1 código alfa-2 do país, como prefixo, e, portanto, não garantem singularidade em um contexto global por si mesmos. Eles podem ser completados, adicionando BA-.
| Código | Nome da subdivisão                                       |
| ------ | -------------------------------------------------------- |
| BIH    | Predefinição:Country data Federacija Bosna i Hercegovina |
| SRP    | Republika Srpska                                         |

### Cantões

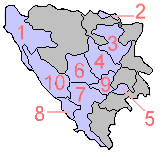
Mapa da Bósnia e Herzegovina com cada cantão classificado com a segunda parte do seu código ISO 3166-2 (com o primeiro dígito 0 omitido).

| Código | Nome da subdivisão              | Na entidade                          |
| ------ | ------------------------------- | ------------------------------------ |
| BA-01  | Unsko-sanski kanton             | Federacija Bosna i Hercegovina (BIH) |
| BA-02  | Posavski kanton                 | Federacija Bosna i Hercegovina (BIH) |
| BA-03  | Tuzlanski kanton                | Federacija Bosna i Hercegovina (BIH) |
| BA-04  | Zeničko-dobojski kanton         | Federacija Bosna i Hercegovina (BIH) |
| BA-05  | Bosansko-podrinjski kanton      | Federacija Bosna i Hercegovina (BIH) |
| BA-06  | Srednjobosanski kanton          | Federacija Bosna i Hercegovina (BIH) |
| BA-07  | Hercegovačko-neretvanski kanton | Federacija Bosna i Hercegovina (BIH) |
| BA-08  | Zapadnohercegovački kanton      | Federacija Bosna i Hercegovina (BIH) |
| BA-09  | Kanton Sarajevo                 | Federacija Bosna i Hercegovina (BIH) |
| BA-10  | Kanton br. 10                   | Federacija Bosna i Hercegovina (BIH) |

Notas
1. ↑  The Brčko District, formalmente pertencentes a ambas as entidades, mas efetivamente de auto-governo, não é atribuído um código.
2. ↑  Os códigos para os cantões foram adicionados na 2ª edição do ISO 3166-2. Os nomes listados aqui são os seus nomes nativos, e não necessariamente os nomes de subdivisão usadas no padrão oficial.

## Mudanças
As seguintes alterações à norma ISO 3166-2: BA têm sido feitas e anunciadas em boletins pela ISO 3166/MA desde a primeira publicação da norma ISO 3166-2, em 1998:
| Boletim   | Data de publicação | Descrição das alterações no boletim                                                                 |
| --------- | ------------------ | --------------------------------------------------------------------------------------------------- |
| 2ª edição | 2007-12-13         | Essa alteração foi feita na 2ª edição da norma ISO 3166-2, e não foi anunciada em qualquer boletim. |

### Segunda edição (ISO 3166-2:2007)
- Adição de nível de subdivisão: 10 cantões